# Purna
Purna es una ciudad y  municipio situada en el distrito de Parbhani en el estado de Maharashtra (India). Su población es de 36433 habitantes (2011). Se encuentra a orillas del río Purna, a 30 km de Parbhani.

## Demografía
Según el censo de 2011 la población de Purna era de 36433 habitantes, de los cuales 18497 eran hombres y 17936 eran mujeres. Purna tiene una tasa media de alfabetización del 82,97%, superior a la media estatal del 82,34%: la alfabetización masculina es del 91,05%, y la alfabetización femenina del 74,72%.